# Polyommatus unipuncta
Polyommatus unipuncta är en fjärilsart som beskrevs av Courvoisier 1910. Polyommatus unipuncta ingår i släktet Polyommatus och familjen juvelvingar. Inga underarter finns listade i Catalogue of Life.